# Müşfika Kadın
Ayşe Destizer Müşfika Kadınefendi (en turco otomano: ديستيزر موسفيكا كادنيسندي, "el compasivo", 10 de diciembre de 1867 - 16 de julio de 1961) fue la esposa del sultán Abdul Hamid II del Imperio Otomano.

## Vida
Destizer Müşfika nació el 10 de diciembre de 1867 en Caucasia era hija de Mahmut Ağır Bey y su esposa Emine Hanim. Tenía dos hermanos, Sahin Bey y Fatma Hanim. Su verdadero nombre es Ayşe Ağır. Fue entregada al palacio con su hermana bajo el cuidado de Navekyar Kalfa. A los diecinueve años entró en el harén de Abdul Hamid II y el 12 de enero de 1886 se casaron. Un año después del matrimonio, dio a luz a su única hija, Hamide Ayşe Sultan.
Como miembro de la familia imperial, Müşfika no se exilió en 1924 y, por lo tanto, permaneció en Turquía. Hamide Ayşe Sultan se exilió y escribió sus memorias en Estambul después de su regreso, completándolas en 1955. En 1934, Müşfika tomó el apellido "Kayısoy" en referencia a los descendientes de su esposo Abdul Hamid de la tribu Kayihan.
Destizer Müşfika murió el 16 de julio de 1961 en el distrito de Serencebey en el número 53 de Yildiz. Está enterrada en el cementerio Yahya Effendi de Estambul.